# サポナリア

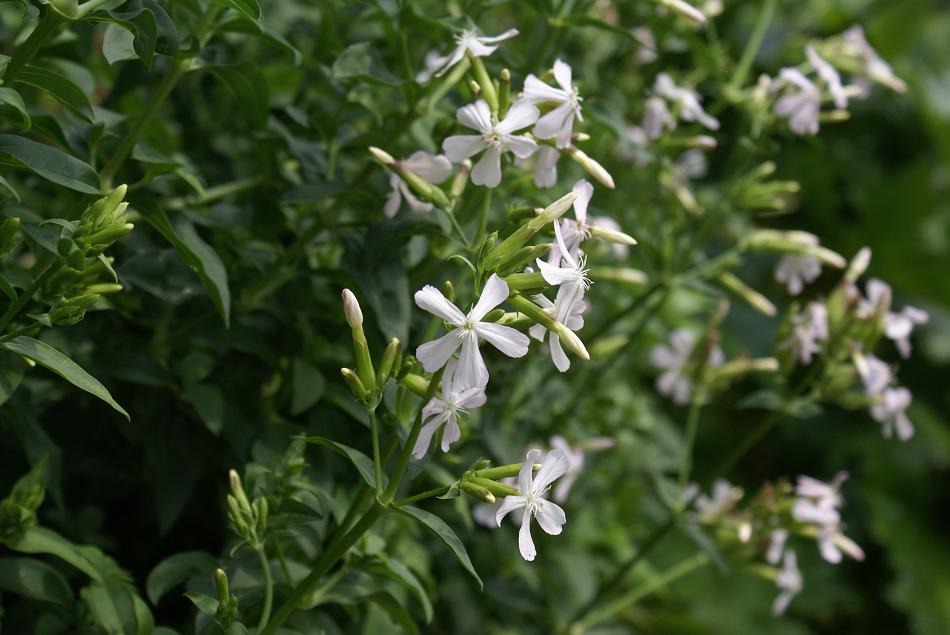
Saponaria officinalis

サポナリア（Saponaria、別名シャボンソウ）は南ヨーロッパおよび西南アジア原産の約20種の多年生ハーブからなるナデシコ科の属である。
Saponaria officinale等およそ20種が含まれる。